# Ribiers (tổng)
Tổng Ribiers là một tổng của Pháp nằm ở tỉnh Hautes-Alpes trong vùng Provence-Alpes-Côte d'Azur.

## Địa lý
Tổng này được tổ chức xung quanh Ribiers thuộc quận Gap. Độ cao thay đổi từ 464 m (Ribiers) đến 1 613 m (Éourres) với độ cao trung bình 668 m.

## Hành chính
| Giai đoạn | Ủy viên        | Đảng | Tư cách |
| --------- | -------------- | ---- | ------- |
| 2008-2014 | Albert Moullet | DVD  |         |
| 2001-2008 | Albert Moullet | DVD  |         |

## Các đơn vị cấp dưới
Tổng Ribiers gồm 7 xã với dân số là 1 518 người (điều tra năm 1999, dân số không tính trùng)
| Xã                    | Dân số | Mã bưu chính | Mã insee |
| --------------------- | ------ | ------------ | -------- |
| Antonaves             | 158    | 05300        | 05005    |
| Barret-sur-Méouge     | 232    | 05300        | 05014    |
| Châteauneuf-de-Chabre | 259    | 05300        | 05034    |
| Éourres               | 85     | 26560        | 05047    |
| Ribiers               | 677    | 05300        | 05118    |
| Saint-Pierre-Avez     | 24     | 05300        | 05155    |
| Salérans              | 83     | 05300        | 05160    |

## Biến động dân số
| 1962                                                     | 1968  | 1975  | 1982  | 1990  | 1999  |
| -------------------------------------------------------- | ----- | ----- | ----- | ----- | ----- |
| 923                                                      | 1 120 | 1 169 | 1 167 | 1 385 | 1 518 |
| Nombre retenu à partir de 1962 : dân số không tính trùng |       |       |       |       |       |